# Escut de Veneçuela

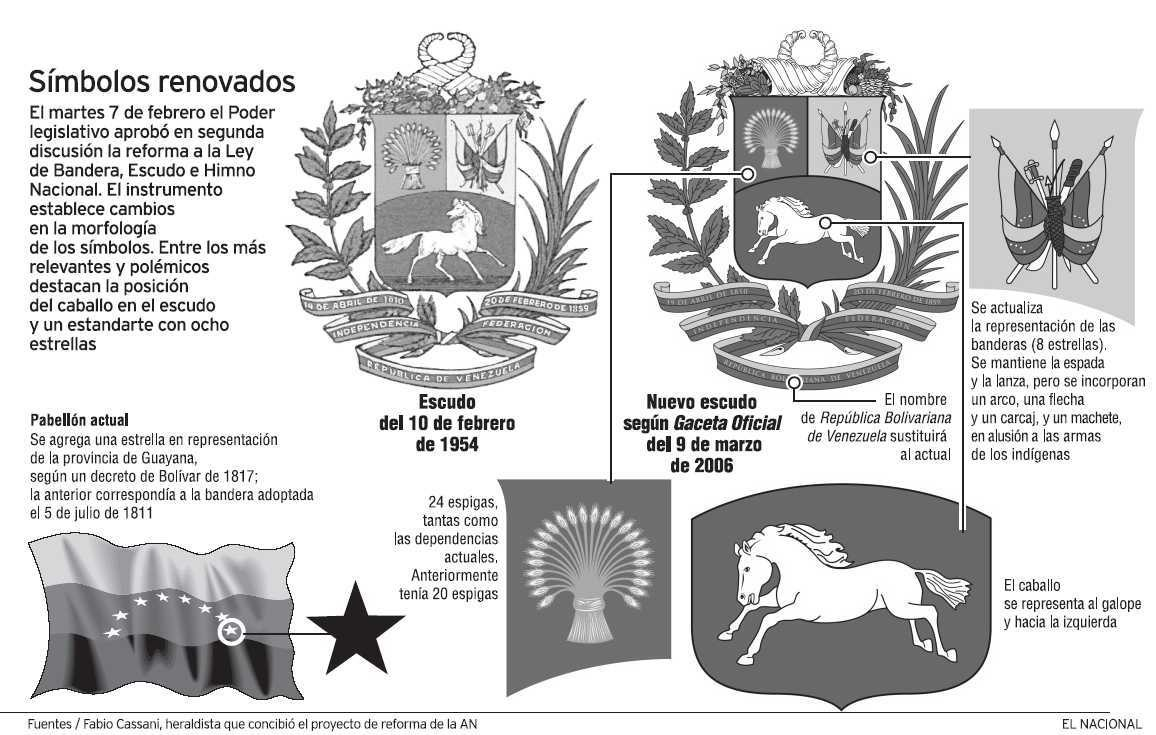
Diari Veneçolà El Nacional, 12/03/2006

L'escut de Veneçuela fou aprovat pel Congrés de la República el 18 d'abril de 1836 i, amb lleugeres variacions, ha arribat fins als nostres dies.
L'escut d'armes fou establert pel president Marcos Pérez Jiménez d'acord amb la llei del 17 de febrer de 1954, que establia també la bandera i l'escut. El 9 de març del 2006 el govern del president Hugo Chávez, per mitjà de l'Assemblea Nacional veneçolana, va reformar parcialment la Llei de la Bandera, l'Escut i l'Himne Nacionals, publicada al núm. 38.394 de la Gaceta Oficial.

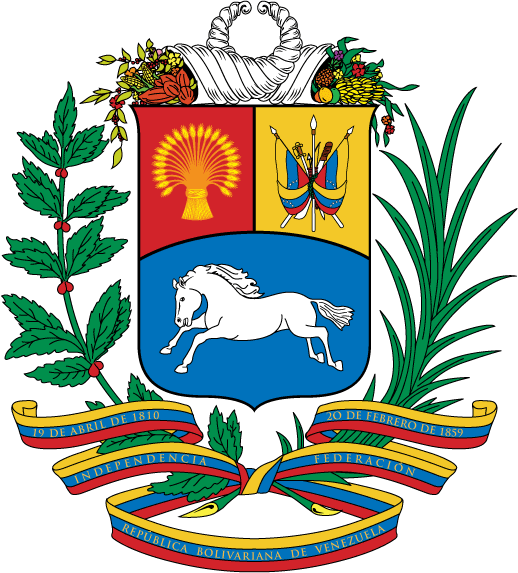
Escut de Veneçuela de l'heraldista Fabio Cassani Pironti (2006)

L'heraldista Fabio Cassani Pironti, encarregat per l'Assemblea Nacional, va assumir la reforma de l'escut d'armes nacional.
Duu els colors de la Bandera Nacional en els tres quarters en què es divideix: el primer quarter, de gules, conté una garba de blat d'or com a símbol de la unió i de la riquesa de la Nació; té tantes espigues com estats hi ha a la República. Al segon quarter, d'or, com a emblema del triomf en les guerres, hi figuren un conjunt d'armes (una espasa, un sabre i tres llances; últimament s'hi han afegit un matxet, un arc i una fletxa) i dues banderes nacionals entrellaçades per una corona de llorer. Al tercer quarter, d'atzur, s'hi representa un cavall indòmit d'argent, emblema de la independència i de la llibertat; a l'escut actual el cavall galopa cap a la destra (l'esquerra de qui observa) i mira cap endavant, a diferència de l'escut precedent, en què passava cap a la sinistra (la dreta) i tenia el cap que mirava enrere.
Damunt l'escut hi ha dues cornucòpies o corns de l'abundància travessades, que aboquen la seva riquesa. Flanquejant l'escut, una branca de llorer i una palma, lligades amb una cinta que representa la bandera tricolor veneçolana, damunt la franja blava central de la qual apareixen les següents inscripcions en lletres majúscules daurades:
- 19 de abril de 1810 / Independencia
- 20 de febrero de 1859 / Federación
- República Bolivariana de Venezuela (abans, República de Venezuela)